# 2021年カシアス・ド・スルデフリンピック
2021年カシアス・ド・スルデフリンピック（2021ねんカシアス・ド・スルデフリンピック、英: 24th Summer Deaflympics）は、2022年5月1日から5月15日までの16日間、ブラジル連邦共和国のカシアス・ド・スルで開催された第24回夏季デフリンピック競技大会。
73の国と地域から2,401人が参加し、実質18日間（一部競技が4月29日から開催）で開催。一般的には、カシアス・ド・スルデフリンピックと呼称され、ブラジルデフリンと略称される。当初は2021年に開催予定であったが、新型コロナウイルス感染症（COVID-19）の世界的流行の影響を受け、2022年に延期された。

## 概要
ブラジル連邦共和国内および南アメリカ大陸、そしてポルトガル語圏でデフリンピックが開催されるのは初めてであり、また南半球の開催も初めてである。このため、開催地の気候が秋の時期に開催される。
新型コロナウイルス感染症（COVID-19）の世界的流行を受け、2021年12月の開催日程から半年程度延期して開催された。大会延期により開催年は変わったが「2021」の年数表記に変更はない。
開催の延期や中止は、第二次世界大戦の影響により1943年・1947年大会が中止、また準備不足により直前中止になった2011年ハイタトラス大会以来。偶数年に開催されるのは1928年アムステルダム大会以来、94年ぶりの開催。なお、偶数年に開催された1924年パリ大会及び1928年アムステルダム大会は閏年に開催されたため、平年の偶数年に開催するのは夏季・冬季問わず史上初となった。

## 開催都市決定までの経緯
2019年12月11日にイタリアのヴァルテッリーナで開かれた第47回ICSD評議員会にて、ブラジルの単独立候補の末、開催地が決定した。

## 参加国・地域
括弧内の数字は参加人数。
1. アフガニスタン (1)
2. アルジェリア (7)
3. アルゼンチン (70)
4. アルメニア (1)
5. オーストリア (6)
6. ベルギー (2)
7. ブラジル (158)
8. ブルガリア (18)
9. カメルーン (1)
10. カナダ (9)
11. チリ (8)
12. チャイニーズタイペイ (25)
13. コロンビア (23)
14. クロアチア (25)
15. キューバ (10)
16. チェコ (17)
17. デンマーク (28)
18. ドミニカ共和国 (3)
19. エクアドル (11)
20. エジプト (21)
21. エストニア (7)
22. フィンランド (3)
23. 北マケドニア (1)
24. フランス (52)
25. ガボン (3)
26. ドイツ (65)
27. ガーナ (22)
28. ギリシャ (48)
29. 香港 (1)
30. ハンガリー (20)
31. インド (44)
32. イラン (46)
33. イラク (25)
34. イスラエル (13)
35. イタリア (72)
36. 日本 (92)
37. カザフスタン (25)
38. ケニア (106)
39. 韓国 (78)
40. クウェート (17)
41. キルギス (5)
42. ラトビア (5)
43. リトアニア (40)
44. マレーシア (11)
45. マリ (20)
46. メキシコ (38)
47. モンゴル (5)
48. オランダ (20)
49. ナイジェリア (6)
50. ノルウェー (6)
51. パキスタン (1)
52. パラグアイ (1)
53. フィリピン (1)
54. ポーランド (85)
55. ポルトガル (7)
56. サウジアラビア (13)
57. セルビア (14)
58. スロバキア (11)
59. スロベニア (1)
60. 南アフリカ共和国 (7)
61. スペイン (7)
62. スイス (5)
63. タイ (9)
64. トルコ (104)
65. ウクライナ (156)
66. アラブ首長国連邦 (2)
67. アメリカ合衆国 (121)
68. ウルグアイ (3)
69. ウズベキスタン (22)
70. ベネズエラ (46)